# Julio Baraibar
Julio Baraibar, né le 17 octobre 1945 à Montevideo et mort le 13 novembre 2022 dans la même ville, est un homme politique uruguayen. 
Il fut ministre du Travail et de la Sécurité sociale de 2009 à 2010. Il était auparavant, depuis 2005, directeur national du Travail dans le ministère de Bonomi, puis sous-secrétaire du Travail et de la Sécurité sociale en juin 2009, remplaçant Jorge Bruni. Ex-Tupamaro, Julio Baraibar est par ailleurs membre de la direction nationale du Mouvement de participation populaire (MPP).

## Biographie
Julio Baraibar entra en 1971 au Mouvement de libération nationale - Tupamaros (MLN-T) . Exilé au Chili en 1972, il fut interné, avec 53 autres Uruguayens, dans l'Estadio Nacional de Santiago après le coup d'État du 11 septembre 1973. Il fut alors le porte-parole des exilés uruguayens pour négocier avec les militaires chiliens et obtenir leur libération, ceux-ci hésitant entre les massacrer ou les expulser. L'ambassadeur de la Suède étant venu au stade leur proposer l'asile politique, Julio Baraibar s'exila en Suède.
En juillet 2009, remplaçant Eduardo Bonomi en tant que ministre du Travail, Nelson Loustaunau prit sa place de sous-secrétaire.